# Eutopia/EMOTION/stars we chase
「Eutopia/EMOTION/stars we chase」（ユートピア／エモーション／スターズ・ウィー・チェイス）は、虹ヶ咲学園スクールアイドル同好会の鐘嵐珠（法元明菜）、三船栞子（小泉萌香）、ミア・テイラー（内田秀）によるシングル。2022年6月22日にLantisから発売された。

## 背景
前作「夢が僕らの太陽さ」から2ヶ月ぶりとなるシングルで、テレビアニメ『ラブライブ！虹ヶ咲学園スクールアイドル同好会』第2期挿入歌シングル第4弾であり、鐘嵐珠（法元明菜）、三船栞子（小泉萌香）、ミア・テイラー（内田秀）の3名が担当する。

## 音楽性
2曲目の「EMOTION」は、サビのフレーズは同一だが、3番のサビのみ「あなたに届け」を2回繰り返し、かつ2回目は転調している。

## ダンスシーン映像
1曲目である「Eutopia」では、最初のソロ楽曲である「Queendom」のスクスタMVで披露したポーズが挿入される。
2曲目である「EMOTION」は、角川武蔵野ミュージアムを舞台にしており、スマートフォンゲーム『ラブライブ! スクールアイドルフェスティバル ALL STARS』のURに実装された衣装などが一瞬だけ登場している。詳細は以下の節へ。
3曲目である「stars we chase」では、全英語詞の楽曲であるため、歌詞テロップが表示されている。

### 「EMOTION」で登場した栞子の衣装
- ソロ楽曲「決意の光」[注釈 3]
- ソロ楽曲「翠いカナリア」
- スクスタUR「翡翠色の残響」
- スクスタUR「私の恰好、変ではありませんか？」
- スクスタUR「シュシュを作っていきましょう！」
- スクスタSR「色が変わっていくんです」
- スクスタSR「これで間違いないはず......」
- スクスタストーリー内立ち絵の私服
- 虹ヶ咲学園 夏制服

## リリース
2022年6月22日にLantisから、「鐘嵐珠盤」「三船栞子盤」「ミア・テイラー盤」の3形態でリリースされた。収録曲は同一だが、CDジャケットと封入特典が一部異なる。
初回生産特典として『虹ヶ咲学園スクールアイドル同好会メンバーカード』（各形態に1種）、スマートフォン用ゲーム『ラブライブ! スクールアイドルフェスティバル ALL STARS』で利用できるシリアルコード、『オンラインリリースイベント抽選申込券』がそれぞれ封入される。

## チャート成績
2022年7月4日付のオリコン週間シングルランキングでは5位にランクインした。
2022年6月29日付のBillboard Japan Hot Animationでは7位、Billboard Japan Hot 100では31位にそれぞれランクインした。

## 収録曲
| #         | タイトル                                     | 作詞         | 作曲・編曲     | 時間  |
| --------- | -------------------------------------------- | ------------ | -------------- | ----- |
| 1.        | 「Eutopia」(鐘嵐珠（法元明菜）)              | Ayaka Miyake | *Luna 角野寿和 | 4:09  |
| 2.        | 「EMOTION」(三船栞子（小泉萌香）)            | tofubeats    | tofubeats      | 3:50  |
| 3.        | 「stars we chase」(ミア・テイラー（内田秀）) | Konnie Aoki  | TeddyLoid      | 3:13  |
| 4.        | 「Eutopia」(Off Vocal)                       |              |                | 4:09  |
| 5.        | 「EMOTION」(Off Vocal)                       |              |                | 3:50  |
| 6.        | 「stars we chase」(Off Vocal)                |              |                | 3:11  |
| 合計時間: | 合計時間:                                    | 合計時間:    | 合計時間:      | 22:22 |

## タイアップ
| # | 曲名               | タイアップ                                                                   |
| - | ------------------ | ---------------------------------------------------------------------------- |
| 1 | 「Eutopia」        | テレビアニメ『ラブライブ！虹ヶ咲学園スクールアイドル同好会』第2期第1話挿入歌 |
| 2 | 「EMOTION」        | テレビアニメ『ラブライブ！虹ヶ咲学園スクールアイドル同好会』第2期第7話挿入歌 |
| 3 | 「stars we chase」 | テレビアニメ『ラブライブ！虹ヶ咲学園スクールアイドル同好会』第2期第9話挿入歌 |

### ユニットメンバー
1. 1 2  上原歩夢（大西亜玖璃）、中須かすみ（相良茉優）、桜坂しずく（前田佳織里）、朝香果林（久保田未夢）、宮下愛（村上奈津実）、近江彼方（鬼頭明里）、優木せつ菜（楠木ともり）、エマ・ヴェルデ（指出毬亜）、天王寺璃奈（田中ちえ美）、三船栞子（小泉萌香）、ミア・テイラー（内田秀）、鐘嵐珠（法元明菜）
2. ↑  上原歩夢（大西亜玖璃）、桜坂しずく（前田佳織里）、優木せつ菜（楠木ともり）